# Jean Bernard
Jean Bernard (Ciutat de Luxemburg, 13 d'agost de 1907 - Ciutat de Luxemburg, 1 de setembre de 1994) fou un periodista, escriptor i sacerdot catòlic luxemburguès. Durant la Segona Guerra Mundial fou capturat per col·laborar amb la Resistència contra el nazisme i fou internat al camp de concentració de Dachau des del maig de 1941 fins a l'agost de 1942. El febrer de 1942 fou alliberat durant nou dies i se li va permetre tornar a Luxemburg per després tornar a ser confinat al camp. Aquest episodi va servir com a base per a la pel·lícula Der neunte Tag, de Volker Schlöndorff (2004).

## Condecoracions
- Oficial de l'Orde de la Corona de Roure (Luxemburg)
- Cavaller de l'Orde del Mèrit del Gran Ducat de Luxemburg (Luxemburg)
- Cavaller de l'Orde de Leopold (Bèlgica)
- Orde de l'Estel de la Solidaritat Italiana (Itàlia)